# Бургондофара
Бургондофара (Фара) (фр. Burgondofara, Burgundofara, Fara) (родилась около 600 года — умерла в 655 или 657 году) — католическая святая, игумения из Фармутье. Дни памяти — 7 декабря (во Франции) и 3 апреля (в Италии).
Святая Бургондофара происходила из знатной франкской семьи Бургундофаронов, владения которой находились около города Мо. Её братом был святой Фарон, епископ Мо. «Фаронами» (фр. les farons) именовали дворян королевства Бургундского, присоединённого к королевству франков в 534 году, но в большой мере сохранившего свою идентичность. Имя святой, таким образом, означает «бургундская дворянка» (фр. noble Burgonde).
Бургондофара приняла монашество в возрасте 37 лет и основала монастырь Эбориак (Eboriac), впоследствии именуемый Фармутье (Faremoutiers), т.е. «монастырь Фары».